# Nicola Sabatino
Nicola Sabatino (aussi: Sabatini) (Naples, 1705–4 avril 1796) est un compositeur napolitain.

## Biographie
Sabatino est l'un des derniers compositeurs napolitains baroques issus du Conservatoire San Pietro a Majella de Naples. Ces compositeurs se sont illustrés dans le domaine de l'opéra au Teatro di San Carlo et parmi eux, on peut citer Porpora, Leonardo Leo, Francesco Durante. En novembre 1774, Sabatino a dirigé sa propre musique pour les funérailles de Niccolò Jommelli .

## Œuvres
Opéras
- Cleante (1752, Rome)
- Arsace (30 mai 1754, Naples)
- Endimione (1758, Dublin)

Messes
- Messe 1726
- Messe 1728[4]

Oratorios
- Jaele Venice 1743[5]

Cantatas
- Cantate Laetamini fideles alto, 2vn., bc[6].
- Vola turtur de nido[7].

Instrumental
- Solo pour violoncelle, 2 violons et B.c[8].